# Nils Plain
Nils Plain är en platå i Antarktis. Den ligger i Östantarktis. Norge gör anspråk på området och det är uppkallat efter Nils Roer, som var topograf på Norsk-brittisk-svenska Antarktisexpeditionen i området 1949-52.